# Arthur von Briesen
Arthur von Briesen (26 de septiembre de 1891 - 15 de mayo de 1981) fue un Generalmajor en la Wehrmacht durante la II Guerra Mundial.

## Biografía
Arthur von Briesen nació en Metz, en Alsacia-Lorena, en ese tiempo parte del Imperio alemán. Empezó su carrera militar el 24 de marzo de 1909 como cadete (Fähnrich) en el 52.º Regimiento de Artillería. Después, en 1913, fue comisionado como teniente en funciones en el 18.º Regimiento de Ulanos. En agosto de 1914, al estallar la Primera Guerra Mundial, Briesen fue transferido permanentemente al 18.º Regimiento de Ulanos, donde permaneció hasta 1916. Promovido al rango sustantivo de Teniente en mayo de 1916, Briesen fue seleccionado como aide-de-camp en diferentes puestos, incluido el Alto Mando entre 1917 y septiembre de 1919. Durante la guerra, recibió la prestigiosa Cruz de Hierro (primera clase).
En septiembre de 1919, Briesen fue transferido a la policía, donde estuvo hasta el 1 de octubre de 1934, cuando volvió a unirse al ejército regular con el rango de Comandante (Mayor). Fue asignado al Regimiento de Infantería de Rostock hasta octubre de 1935, después al 3.º Batallón del 27.º Regimiento de Infantería entre octubre de 1935 y noviembre de 1938, con el rango de teniente coronel. Promovido al rango de Coronel el 1 de abril de 1938, Briesen fue asignado al personal del 27.º Regimiento de Infantería, hasta mayo de 1939.
En 1939, tras completarse la ocupación alemana de Checoslovaquia en marzo, Briesen fue seleccionado como comandante de la ciudad de Praga, donde permaneció cinco años. Recibió la Cruz de Hierro en 1939. El 1 de octubre de 1942, Briesen fue promovido al rango de Generalmajor y en marzo de 1944 fue seleccionado comandante de Brody en Ucrania. En mayo de 1944 fue asignado al cuartel general de la Wehrmacht en Italia, para ser rentrenado. Entre julio y noviembre de 1944, Briesen fue asignado al cuartel general de las tropas estacionadas en Bohemia y Moravia. Fue hecho prisionero el 8 de mayo de 1945, cuando las fuerzas alemanas en Europa se rindieron incondicionalmente, y no fue liberado hasta unos dos años después.
Arthur von Briesen murió en 1981, cerca de Constanza.

## Promociones
- Charakter als Fähnrich (24 de marzo de 1909);
- Fähnrich (18 de octubre de 1909);
- Leutnant (22 de agosto de 1910);
- Oberleutnant (15 de mayo de 1916);
- Charakter als Rittmeister (15 de septiembre de 1919);
- Polizei-Oberleutnant (15 de septiembre de 1919);
- Polizei-Hauptmann (1 de agosto de 1920);
- Polizei-Major (1 de diciembre de 1933);
- Major (1 de octubre de 1934);
- Oberstleutnant (1 de diciembre de 1935);
- Oberst (1 de abril de 1938);
- Generalmajor (1 de octubre de 1942)

## Condecoraciones
- Cruz de Caballero de la Real Orden de Hohenzollern con Espadas
- Cruz de Hierro de 1914, 2.ª y 1.ª Clase
- Cruz de Hierro de 1939, 2.ª y 1.ª Clase
- Cruz de Honor de la Guerra Mundial 1914/1918
- Cruz al Mérito Militar (1939) 1.ª y 2.ª clase con Espadas
- Condecoración al Largo Servicio de la Wehrmacht, 1.ª Clase
- Medalla de Guerra de Recuerdo Austriaca con espadas
- Medalla Conmemorativa de la Guerra Mundial Húngara con Espadas